# Myrsine congesta
Myrsine congesta är en viveväxtart som först beskrevs av Schwacke och Carl Christian Mez, och fick sitt nu gällande namn av J.J. Pipoly. Myrsine congesta ingår i släktet Myrsine och familjen viveväxter. Inga underarter finns listade i Catalogue of Life.